# Broken heart
Broken heart is het tweede studioalbum van The Babys. Het album werd opgenomen in de Hidden Valley Ranch Studio en de Record Plant te Los Angeles. Producer Ron Nevison haalde de drums in de mix wat naar voren, waardoor er een wat steviger (en Amerikaanser) geluid ontstond. Het album bevatte twee grote hits in Isn't it time en A piece of the action.

## Musici
- John Waite – basgitaar, zang
- Wally Stocker – gitaar
- Michael Corby – slaggitaar, toetsinstrumenten
- Tony Brock – slagwerk
- The Babettes bestaande  Lisa Freeman Roberts, Pat Henderson, Myrna Mathews – achtergrondzang op Isn’t it time en Silver dreams
- orkest gedirigeerd door Alan MacMillan, die ook de arrangementen schreef.

## Muziek
| Nr. | Titel                                    | Duur |
| --- | ---------------------------------------- | ---- |
| 1.  | Wrong or right (Waite)                   | 3:26 |
| 2.  | Give me your love (The Babys)            | 3:37 |
| 3.  | Isn't It Time (Jack Conrad, Ray Kennedy) | 4:03 |
| 4.  | And if you could see me fly (Waite)      | 2:50 |
| 5.  | The golden mile (Waite, Brock)           | 5:01 |

| Nr. | Titel                                           | Duur |
| --- | ----------------------------------------------- | ---- |
| 1.  | Broken heart (Waite)                            | 3:02 |
| 2.  | I´m falling (Waite, Corby)                      | 3:55 |
| 3.  | Rescue me (Waite)                               | 3:50 |
| 4.  | Silver dreams (Waite)                           | 3:00 |
| 5.  | A Piece of the Action (Mike Japp, Chas Sanford) | 4;35 |

## Hitnotering

### NederlandseAlbum Top 100
| Hitnotering: 07-01-1978 t/m 06-05-1978 | Hitnotering: 07-01-1978 t/m 06-05-1978 | Hitnotering: 07-01-1978 t/m 06-05-1978 | Hitnotering: 07-01-1978 t/m 06-05-1978 | Hitnotering: 07-01-1978 t/m 06-05-1978 | Hitnotering: 07-01-1978 t/m 06-05-1978 | Hitnotering: 07-01-1978 t/m 06-05-1978 | Hitnotering: 07-01-1978 t/m 06-05-1978 | Hitnotering: 07-01-1978 t/m 06-05-1978 | Hitnotering: 07-01-1978 t/m 06-05-1978 | Hitnotering: 07-01-1978 t/m 06-05-1978 | Hitnotering: 07-01-1978 t/m 06-05-1978 | Hitnotering: 07-01-1978 t/m 06-05-1978 | Hitnotering: 07-01-1978 t/m 06-05-1978 | Hitnotering: 07-01-1978 t/m 06-05-1978 | Hitnotering: 07-01-1978 t/m 06-05-1978 | Hitnotering: 07-01-1978 t/m 06-05-1978 | Hitnotering: 07-01-1978 t/m 06-05-1978 | Hitnotering: 07-01-1978 t/m 06-05-1978 | Hitnotering: 07-01-1978 t/m 06-05-1978 |
| Week:                                  | 1                                      | 2                                      | 3                                      | 4                                      | 5                                      | 6                                      | 7                                      | 8                                      | 9                                      | 10                                     | 11                                     | 12                                     | 13                                     | 14                                     | 15                                     | 16                                     | 17                                     | 18                                     |                                        |
| -------------------------------------- | -------------------------------------- | -------------------------------------- | -------------------------------------- | -------------------------------------- | -------------------------------------- | -------------------------------------- | -------------------------------------- | -------------------------------------- | -------------------------------------- | -------------------------------------- | -------------------------------------- | -------------------------------------- | -------------------------------------- | -------------------------------------- | -------------------------------------- | -------------------------------------- | -------------------------------------- | -------------------------------------- | -------------------------------------- |
| Positie:                               | 32                                     | 23                                     | 12                                     | 11                                     | 9                                      | 9                                      | 13                                     | 18                                     | 24                                     | 25                                     | 26                                     | 23                                     | 19                                     | 21                                     | 22                                     | 34                                     | 40                                     | 45                                     | uit                                    |